# 진도군의회
진도군의회는 전라남도 진도군 지역을 관할하는 기초의회이다.